# Alborejo, Guerrero
Alborejo är en ort i Mexiko.   Den ligger i kommunen Cutzamala de Pinzón och delstaten Guerrero, i den södra delen av landet, 170 km sydväst om huvudstaden Mexico City. Alborejo ligger 411 meter över havet och antalet invånare är 274.
Terrängen runt Alborejo är varierad. Runt Alborejo är det ganska tätbefolkat, med 60 invånare per kvadratkilometer. Närmaste större samhälle är Otlatepec, 19,6 km söder om Alborejo. I omgivningarna runt Alborejo växer huvudsakligen savannskog.